# 3491 Fridolin
3491 Fridolin (1984 SM4) là một tiểu hành tinh vành đai chính được phát hiện ngày 30 tháng 9 năm 1984 bởi Wild, P. ở Zimmerwald.